# Rzut wolny

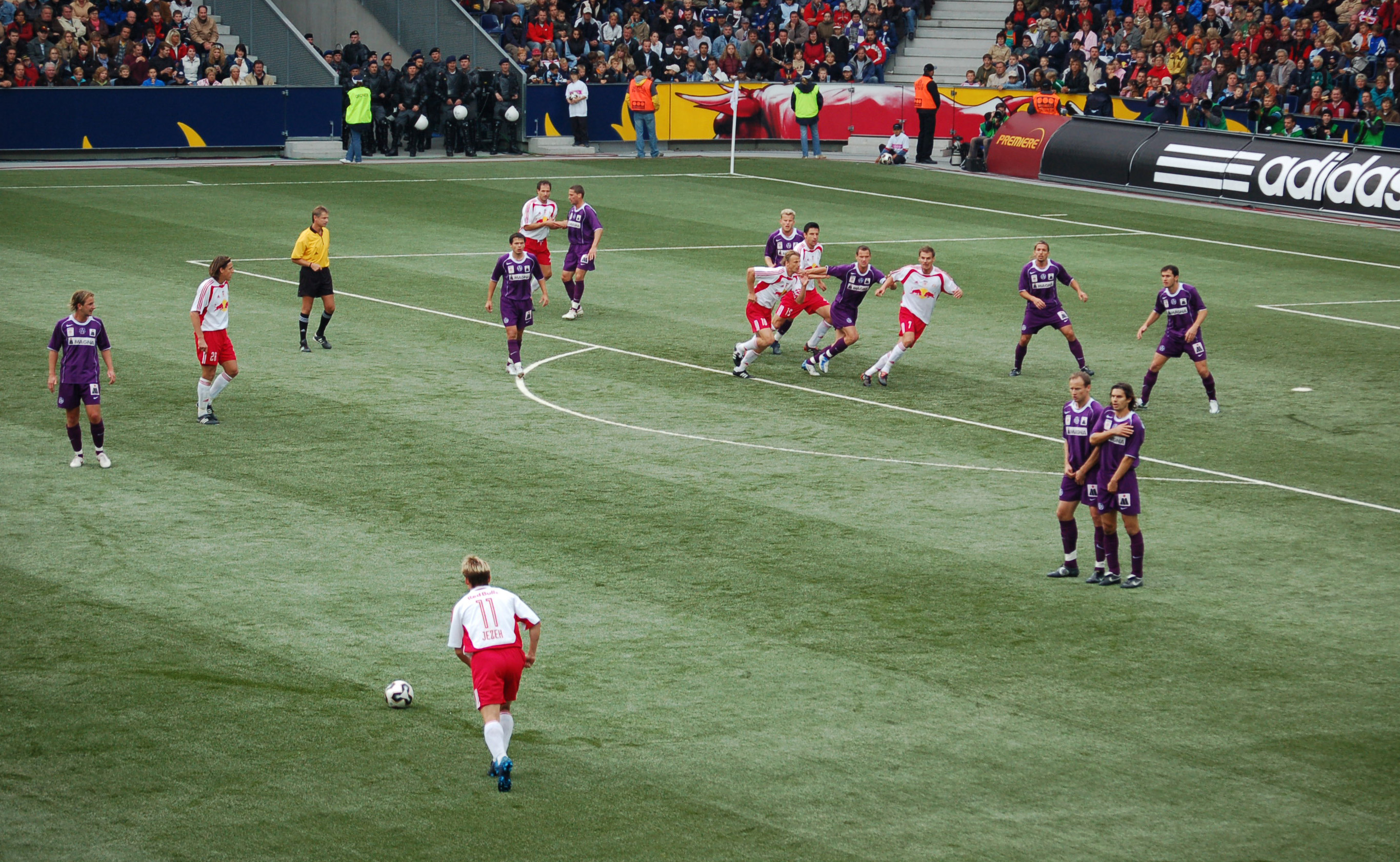
Rzut wolny

Rzut wolny – sytuacja w piłce nożnej, w której po przewinieniu zawodnika (faulu, zagraniu ręką), czy też po spalonym sędzia zatrzymuje grę i każe ją wznowić drużynie poszkodowanej z miejsca, w którym popełniono wykroczenie.
Rozróżnia się rzut wolny pośredni, czyli taki, w którym piłka przed wpadnięciem do bramki musi mieć kontakt z innym zawodnikiem niż tylko z wykonawcą rzutu, i rzut bezpośredni – gdy wykonawca może od razu strzelać na bramkę przeciwnika.
Najwięcej bramek w historii z rzutów wolnych strzelili (według różnych źródeł) Zico lub Juninho Pernambucano.

## Rzut wolny pośredni
Rzut wolny pośredni może zostać przyznany w następujących przypadkach:
- gdy zawodnik będzie na pozycji spalonej[3]
- bramkarz umyślnie dotknie piłki ręką we własnym polu karnym po rozmyślnym podaniu jej nogą (poniżej kolana) od współpartnera[4]
- uniemożliwienie bramkarzowi wypuszczenia piłki z rąk[4]
- kopanie (lub próba kopnięcia) piłki, gdy bramkarz jest w trakcie jej wypuszczania[4]
- zawodnik gra w sposób niebezpieczny (bez popełnienia poważniejszego przewinienia)[4]
- utrudnianie gry przeciwnikowi (bez nawiązania kontaktu)[4]
- gdy zawodnik sprzeciwia się decyzji sędziego[4]
- stosowanie agresywnego lub obraźliwego języka i/lub gestów[4]
- zawodnik stosuje wszelkie inne słowne zniewagi[4]
- po tym, jak zawodnik dopuścił się już poważnego faulu, brutalnego zachowania lub drugiego przewinienia zagrożonego napomnieniem, zawodnik rzuca wyzwanie przeciwnikowi lub przeszkadza mu w prowadzeniu gry po tym, gdy sędzia zastosował przywilej korzyści (chyba że zostało popełnione inne, poważniejsze wykroczenie)[5]
- przewinienie popełnione poza polem gry przez zawodnika przeciwko zawodnikowi, zmiennikowi, zawodnikowi zmienionemu lub członkowi sztabu własnej drużyny[6]
- w przypadku gdy zawodnik wznawia grę (lub m.in. wykonuje rzut wolny, rzut karny, rzut z autu, kopnięcie od bramki lub rzut rożny) dotyka piłki po raz drugi, zanim została dotknięta przez innego zawodnika (chyba że drugie dotknięcie jest przewinieniem w postaci zagrania piłki ręką, karanym rzutem wolnym bezpośrednim / rzutem karnym)[7]
- kiedy wykonywany jest rzut wolny, atakujący zawodnik znajduje się w odległości mniejszej niż 1 metr od „ściany” utworzonej przez trzech lub więcej broniących się zawodników[8]
- opóźnianie gry poprzez użycie ciała w celu "uwięzienia" piłki[4]
- gdy podczas rzutu z autu przeciwnik w nieuczciwy sposób odwraca uwagę lub utrudnia wznowienie gry lub znajduje się bliżej niż 2 metry od miejsca, w którym ma nastąpić wrzut (a ponadto gra zostaje zatrzymana po wykonaniu rzutu)[9]
- zawodnik, który potrzebuje zezwolenia od sędziego na ponowne wejście na pole gry, czyni to bez jego zgody (lecz nie przeszkadza w grze), a sędzia podejmuje decyzję o zatrzymaniu gry w celu ukarania go za to przewinienie[10]
- każde inne przewinienie, z powodu którego gra zostaje zatrzymana w celu napomnienia lub wykluczenia zawodnika[4]

Specyficzne zagrania/zachowania zawódników podczas rzutów karnych skutkujące przyznaniem rzutu pośredniego, to m.in. sytuacje w których:
- piłka zostaje kopnięta do tyłu[11]
- wykonawca rzutu karnego wykonuje zwód po zakończeniu rozbiegu[12]
- rzut karny zostanie wykonany przez innego zawodnika niż wyznaczonego do tego celu[11]
- zarówno wykonawca, jak i bramkarz popełniają przewinienie w tym samym momencie (i ponadto wykonawca strzela gola) - wóczas bramka zostaje nieuznana, a rzut wolny pośredni zostaje przyznany drużynie broniącej[12]
- zawodnik drużyny atakującej wkracza na pole karne, a piłka nie wpada do bramki[11]

Z rzutu wolnego pośredniego nie można zdobyć bramki bezpośrednim strzałem. Jeżeli piłka po wykonaniu rzutu wolnego pośredniego wpadnie bezpośrednio do bramki przeciwnika – sędzia przyzna rzut od bramki, natomiast jeżeli wpadnie do bramki wykonawcy – zasada jest taka jak przy wykonywaniu rzutu wolnego bezpośredniego.

## Rzut wolny bezpośredni
Rzut wolny bezpośredni może być przyznany przeciwko drużynie, której zawodnik dopuszcza się w czasie gry i na polu gry jednego z następujących przewinień: kopie lub usiłuje kopnąć przeciwnika, podstawia bądź próbuje podstawić nogę przeciwnikowi, skacze na przeciwnika, nieprawidłowo atakuje przeciwnika ciałem, uderza lub usiłuje uderzyć przeciwnika, popycha przeciwnika, atakuje przeciwnika nogami, trzyma przeciwnika, pluje na przeciwnika, atakuje sędziego lub rozmyślnie dotyka piłki ręką. 
Faul, po którym odbywa się rzut wolny bezpośredni, musi mieć miejsce poza obszarem pola karnego rywala, gdyż w przeciwnym wypadku, jeżeli któreś z tych przewinień zostaje dokonane w obrębie pola karnego drużyny zawodnika – sędzia przyznaje drużynie przeciwnej rzut karny. 
Mur utworzony z piłkarzy drużyny przeciwnej musi być oddalony od piłki o 9,15 metra (10 jardów) w momencie wykonywania rzutu wolnego.